# Bändernachtschwalbe
Die Bändernachtschwalbe (Lurocalis semitorquatus, Syn.: Caprimulgus semitorquatus) ist eine Vogelart aus der Familie der Nachtschwalben (Caprimulgidae).
Sie wurde früher als zur Andennachtschwalbe (Lurocalis rufiventis) gehörig angesehen.
Sie kommt in Argentinien, Bolivien, Brasilien, Costa Rica, Ecuador, Guatemala, den Guyanas, Honduras, Kolumbien, Mexiko, Nicaragua, auf Trinidad und Tobago, in Peru und Venezuela vor.
Ihr Lebensraum umfasst subtropischen oder tropischen feuchten Tieflandwald und Sümpfe, typischerweise zumindest teilweise baumbestandene Lebensräume bis 1200–1450 m Höhe.

## Beschreibung

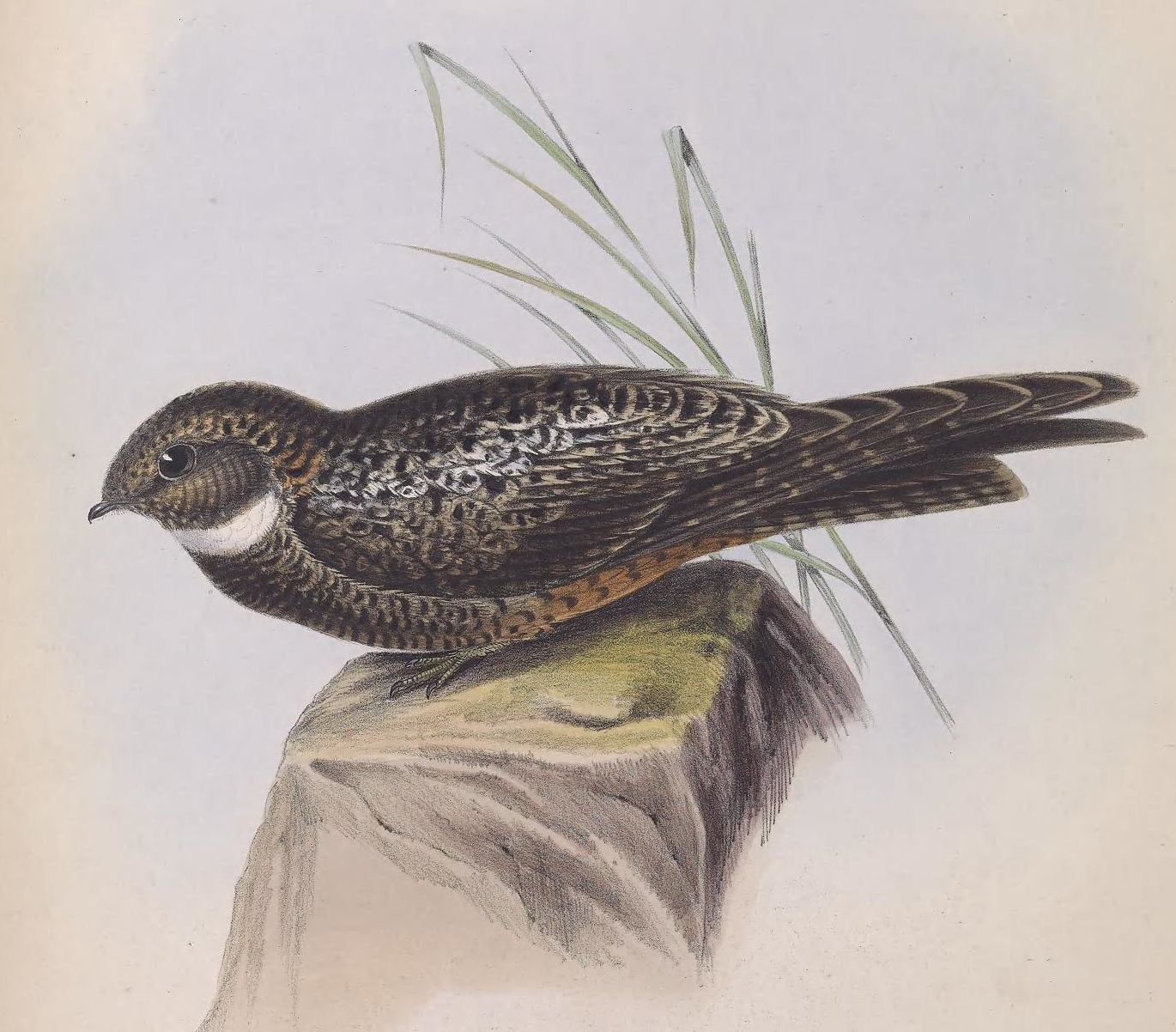
Bändernachtschwalbe (historische Illustration aus The Genera of Birds, 1844–1849)

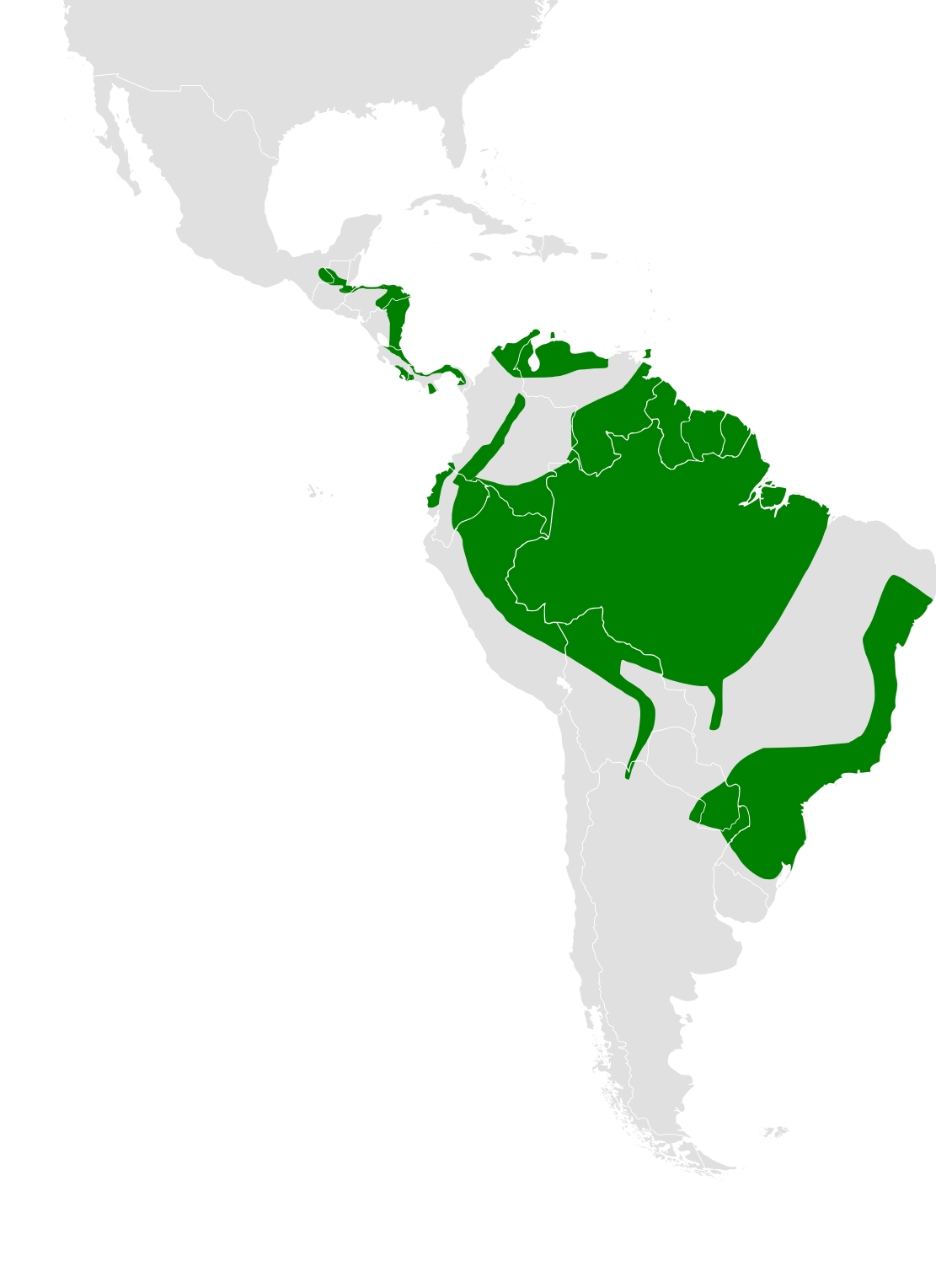
Verbreitungsgebiet der Bändernachtschwalbe (grün)

Die Bändernachtschwalbe ist 19–29 cm groß, das Männchen wiegt zwischen 82 und 89 g, das Weibchen zwischen 79 und 81 g. Die Geschlechter unterscheiden sich kaum. Insgesamt ist die Nachtschwalbe sehr dunkel. Die Oberseite ist dunkelbraun, gesprenkelt und rotbraun gefleckt. Ein breiter weißer halbmondförmiger Kehlfleck ist das einzige Weiß. Auffällig ist der kurze rechteckige Schwanz. In Ruheposition überragen die Flügelspitzen die Schwanzspitze deutlich. Im Fluge zeigen sich keine charakteristischen Merkmale bis auf ein fledermausartiges Flugverhalten.

## Stimme
Der Ruf des Männchens wird als wiederholtes, Limikolen-artiges Pfeifen too-it oder to-ic bzw. als hartes kit-kit-kit beschrieben.

## Geografische Variation
Es werden folgende Unterarten anerkannt:
- L. s. stonei Huber, 1923[5] – Südosten Mexikos, südliches Guatemala und Honduras bis Nordosten Nicaraguas, Costa Rica, Westen Kolumbiens und Nordwesten Ecuadors
- L. s. semitorquatus (Gmelin, JF, 1789)[6], Nominatform – Kolumbien, Westen und Süden Venezuelas, Guyanas, äußerster Nordwesten Brasiliens; wohl auch auf Trinidad und Tobago
- L. s. schaeferi Phelps, Sr & Phelps, Jr, 1952[7] – Norden Venezuelas (Aragua)
- L. s. nattereri (Temminck, 1822)[8][A 1] – Osten Ecuadors, Peru und Brasilien südlich des Amazonas bis Bolivien und den Norden Argentiniens (Salta, Misiones)

Bei Lurocalis semitorquatus noctivagus Griswold Jr., 1936 handelt es sich um ein Synonym zu L. s. stonei.

## Lebensweise
Die Nahrung besteht aus Nachtfaltern, Käfern und anderen Insekten, die fliegend auf Baumwipfelhöhe erbeutet werden. Der Vogel ist dämmerungsaktiv und ruht längsseitig auf Ästen in den Baumkronen.
Die Brutzeit liegt in Panama von Ende Januar bis Anfang April, in Venezuela von Mai bis Juni, in Brasilien von Oktober bis Dezember und in Argentinien von Ende November bis Januar.

## Etymologie und Forschungsgeschichte
Die Erstbeschreibung der Bändernachtschwalbe erfolgte 1789 durch Johann Friedrich Gmelin unter dem wissenschaftlichen Namen Caprimulgus semitorquatus. Als Verbreitungsgebiet gab er Cayenne an. 1851 führte John Cassin die für die Wissenschaft neue Gattung Lurocalis für die Bändernachtschwalbe ein. Dieser Name leitet sich von »lyra, oura λυρα, ουρα« für »Leier, Schwanz« und »kolos κολος« für »verkümmert, gestutzt« ab. Der Artname semitorquatus stammt von lateinisch semi-, semis, semissi ‚-halb, Hälfte‘ und  lateinisch torquatus, torques,  torquere ‚-kragig, Kragen, drehen‘ ab. Stonei ist Witmer Stone (1866–1939) gewidmet, nattereri Johann Natterer (1787–1843) und schaeferi Ernst Schäfer (1910–1992). Noctivagus ist ein Wortgebilde aus lateinisch nox, noctis ‚Nacht‘ und lateinisch vagus ‚wandernd‘. Alfred Laubmann hatte für sein Werk Die Vögel von Paraguay nur einen  Balg, gesammelt durch K. Ströbel in der Provinz Misiones in Argentinien, zur Verfügung. Laubmann sah für Paraguay die Unterart L. s. nattereri. In der Literatur betrachtete er nur  das Departamento Alto Paraná durch Arnaldo de Winkelried Bertoni als  Nachweis für das Paraguay.

## Gefährdungssituation
Die Bändernachtschwalbe gilt als „nicht gefährdet“ (least concern).